# R. Paul Butler
Robert Paul Butler, conegut com a Paul Butler o R. Paul Butler, (San Diego, Califòrnia, EUA, 1960) és un astrònom estatunidenc que treballa en el descobriment de planetes extrasolars. Fou el primer astrònom que descobrí un sistema planetari d'una estrella diferent al Sol, el sistema d'upsilon Andromedae (1999).

## Vida
Butler completà el 1985 el grau de física i el 1986 el de química a la Universitat Estatal de San Francisco realitzant un màster amb l'astrònom Geoffrey Marcy. Es doctorà en astronomia sota la direcció de Roger Bell el 1993 a la Universitat de Maryland. Entre 1993 i 1997 realitzà recerca a la Universitat de Califòrnia a Berkeley. Entre 1997 i 1999 formà part de l'equip de l'Observatori anglo-australià d'Austràlia. El 2001 fou guardonat amb la prestigiosa Medalla Henry Draper de la National Academy of Sciences.

## Obra
Realitza recerca al departament de Magnetisme Terrestre de la Carnegie Institution for Science a Washington DC. És un dels pioners en la recerca de planetes extrasolars. Juntament amb Geoffrey Marcy desenvoluparen un espectrògraf d'alta sensibilitat que permet observar els efectes sobre les estrelles dels exoplanetes que té en òrbita. Des de 1995, Paul Butler i el seu equip han descobert més de la meitat dels planetes que es troben en òrbita al voltant d'estrelles properes. Han desenvolupat el mètode més precís fins a la data per a la recerca d'aquests cossos remotes. El sistema funciona mitjançant la detecció, a través de l'efecte Doppler, de l'oscil·lació d'una estrella degut a l'atracció gravitatòria d'un objecte massiu en òrbita. La informació també permet inferir la massa del planeta, el seu període orbital, i la mida de l'òrbita. El 2002 anunciaren el descobriment de l'exoplaneta més petit amb una massa de tan sols 40 vegades la de la Terra. També anunciaren el descobriment del primer anàleg del nostre propi sistema solar que consta de tres planetes en òrbites circulars al voltant de l'estrella 55 Cancri.